# 모하메드 바디

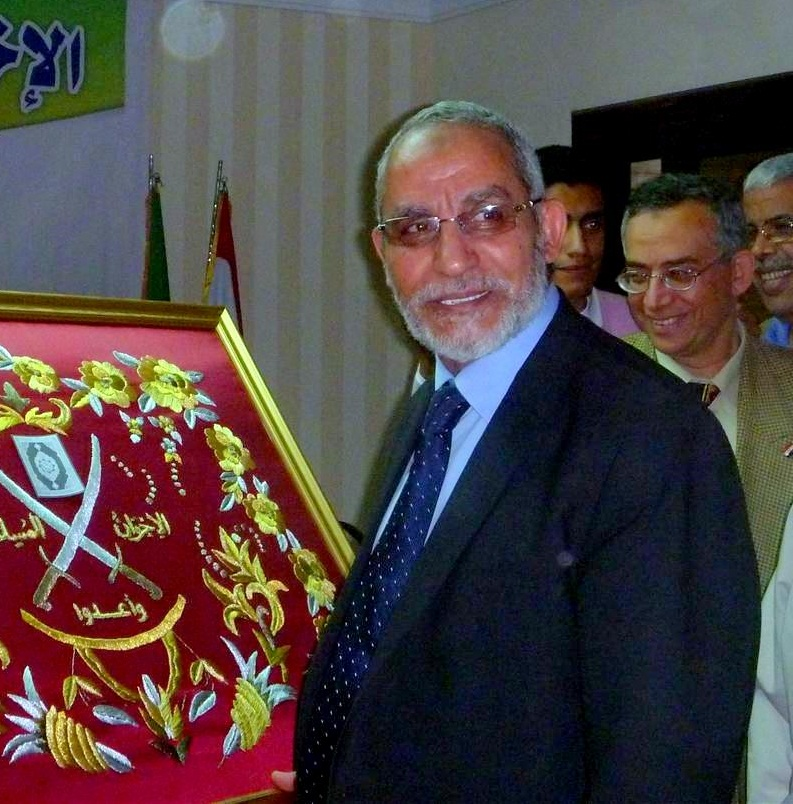
모하메드 바디 (2011년)

모하메드 바디(아랍어: محمد بديع, 영어: Mohammed Badie, 1943년 8월 7일 ~ )는 무슬림 형제단의 여덟 번째 최고 지침이다. 그는 2010년부터 국제무슬림형제단의 이집트 지부를 이끌고 있다. 일반 가이드가 되기 전, 바디는 1996년부터 이 단체의 집행 위원회인 지도국의 일원이었다. 그는 2013년 8월 20일 이집트 당국에 체포되었다. 2014년 4월 28일, 바디가 변호를 할 수 없는 8분간의 재판 끝에, 그는 682명의 무슬림 형제단 지지자로 알려진 다른 사람들과 함께 사형을 선고받았다. 2014년 9월 15일 무기징역을 선고받고, 2015년 4월 11일 다른 무슬림형제단 간부 13명과 함께 사형을 선고받았다. 2015년 8월 22일 6번째 종신형을 받았고, 2017년 5월 8일 7번째 종신형을 받았다.
이집트 최고 항소 법원은 2011년 이집트 혁명 당시 경찰을 살해하고 집단 탈옥을 조직한 혐의로 2019년 바디에게 유죄 판결을 내렸다.